# Митинка (река)
Митинка — река в России, протекает в Грязовецком районе Вологодской области и Любимском районе Ярославской области. Левый приток Обноры.

## География
Длина реки составляет 11 км. Река берёт начало в Вологодской области. Течёт по лесам на юго-юго-запад, в низовьях пересекает границу областей. Устье реки находится у деревни Образцово в 79 км по левому берегу Обноры.

## Данные водного реестра
По данным государственного водного реестра России относится к Верхневолжскому бассейновому округу, водохозяйственный участок реки — Кострома от истока до водомерного поста у деревни Исады, речной подбассейн реки — Волга ниже Рыбинского водохранилища до впадения Оки. Речной бассейн реки — (Верхняя) Волга до Куйбышевского водохранилища (без бассейна Оки).
Код объекта в государственном водном реестре — 08010300112110000012816.